# James Havrilla
James Havrilla (ur. 22 lipca 1969) – amerykański koszykarz, występujący na pozycji środkowego, posiadający także chorwackie obywatelstwo.

## Osiągnięcia
NCAA
- Zaliczony do[1]:
  - I składu All-Mid American (1990, 1992)
  - składu All-Honorable Mention (1991)

Drużynowe
- Mistrz Portugalii (1995)
- Wicemistrz Chin (1997)
- Zdobywca:
  - Pucharu Portugalii (1995)
  - Superpucharu Portugalii (1995)
- 3. miejsce w Pucharze Niemiec (2004)

Indywidualne
- Uczestnik meczu gwiazd:
  - BBL (1998)
  - Polska – Gwiazdy PLK (2000)[2]